# بازیلیکای سانت آن-دو-بوپره
بازیلیکای سانت آن-دو-بوپره (فرانسوی: Basilique Sainte-Anne-de-Beaupré‎) یک بازیلیکا در گنار رودخانه سن‌لوران در استان کبک و در ۳۰ کیلومتری شرق کبک است و یکی از ۵ زیارتگاه ملی کشور کانادا محسوب می‌شود. کلیسای کاتولیک معجزات بسیاری را در زمینهٔ درمان بیماران و افراد ناتوانان به آن نسبت داده‌است و این بازیلیکا، یکی از اماکان مقدس و مهم کلیسای کاتولیک به‌شمار می‌رود که همه ساله پذیرای حدود نیم میلیون زائر است. دوره اوج زیارت حوالی ۲۶ ژوئیه و هنگام جشن «حَنّای قدیس»، قدیس حامی ملوانان و دریانوردان است.